# Красильников Микола Олександрович
Красильников Микола Олександрович (6 грудня 1896 — 11 червня 1973, Москва) — російський мікробіолог і ґрунтознавець, що вніс істотний внесок до вивчення актиноміцетів. Займався також міжвидовими взаємодіями бактерій та рослин, був одним з перших дослідників мікробного антагонізму.
У 1926 році закінчив Ленінградський медичний інститут, з 1929 року працював в інституті мікробіології СРСР, займаючись вивченням актиноміцетів. У 1939 році написав монографію «Лучисті грибки і споріднені їм організми», в 1939 році виділив перший антибіотик актиноміцетного походження — міцетін, в 1941 створив визначник актиноміцетів, а в 1949 — бактерій, заснований на новій класифікації.
З 1946 член-кореспондент АН СРСР.
У 1950 і 1958 роках Красильников узагальнив результати своєї багаторічної роботи в монографіях «Актиноміцети-антагоністи і антибіотичні речовини» і «Антагонізм мікробів і антибіотичні речовини».
Красильников став засновником кафедри біології ґрунтів біолого-ґрунтового факультету МГУ (зараз кафедра входить до складу факультету ґрунтознавства МГУ) і 20 років з 1953 по 1973 роки був її завідувачем. Працюючи на кафедрі, Красильников вивчав розподіл мікроорганізмів в ґрунтах, їх роль в ґрунтоутворенні і вплив на рослини. У 1958 році видав книгу «Мікроорганізми ґрунту і вищі рослини», де висловив багато згодом експериментально підтверджених гіпотез.
Нагороджений двома орденами Трудового Червоного Прапора і орденом Леніна, лауреат Сталінської премії (1951).